# Wigstan
Wigstan (mort cap el 840), també conegut com a Sant Wystan, era fill de Wigmund de Mèrcia i Ælfflæd, filla del Rei Ceolwulf I de Mèrcia.

## Vida

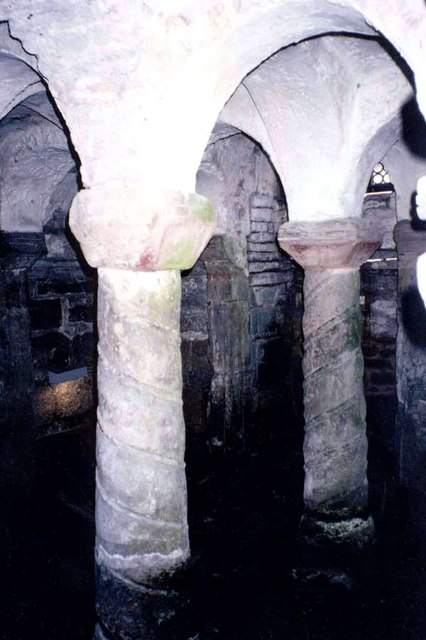
La cripta on Wigstan era al principi va enterrar

Poc se sap de Wigstan, com de molts mercis del seu temps. Era fill de Wigmund i Ælfflæd, ambdós descendents del llinatge dels monarques de Mèrcia, Wiglaf i Ceolwulf I de Mèrcia respectivament. Wigmund, segons la Crònica de Croyland, va morir de disenteria abans que el seu pare el Rei Wiglaf, fent Wigstan hereu al regne de Mèrcia. Tanmateix, quan Wiglaf va morir el 839, va declinar el regnat preferint la vida religiosa en ordes monàstics. Beorhtwulf, possiblement besoncle de Wigstan, esdevenia rei en comptes d'ell. Guillem de Malmesbury afirma que el fill de Beorhtwulf, Beorhtric, volia casar-se amb la mare vídua de Wigstan, Ælfflæd, però Wigstan va prohibir la unió a causa del seu parentiu proper. Com a revenja, Beorhtfrith va anar a visitar el jove rei aparentment de forma pacífica, però quan els dos s'anaven a saludar, va picar a Wigstan al cap amb el fust de la seva daga i el seu criat el travessà amb l'espasa.
| «                       | Beorhtfrith, fill de Beorhtwulf, rei de Mèrcia, va matar injustament al seu cosí, Sant Wigstan a les calendes de juny, sent vigília de Pentecosta. Era net de dos dels reis de Mèrcia; el seu pare, Wigmund, que era fill del rei Wiglaf, i la seva mare, Ælfflæd, la filla del rei Ceolwulf. El seu cadàver va ser portat a un monestir famós en aquesta època, anomenat Repton, i enterrat a la tomba del seu avi, el rei Wiglaf. Els miracles del cel no volien en testimoni del seu martiri; una columna de llum va disparar al cel des del lloc on el sant innocent va ser assassinat i va romandre visible pels habitants d'aquell lloc durant 30 dies | » |
| — Florenci de Worcester | |   |

El lloc de martiri de Wigstan s'ha citat a diversos llocs com ara Wistanstow (Shropshire), Wistow (Leics) o Wistow (Cambs), llocs que guarden una semblança fonètica amb el nom de Wigstan. Wigstan esdevingué un sant famós, i de resultes Repton un centre de pelegrinatge, que feu que Canut el Gran traslladés les relíquies de Wigstan a Evesham, on el prior medieval Dominic d'Evesham escrigué la Vita Sancti Wistani.

## Veneració
Les relíquies del sant van ser traslladades a l'Abadia a Evesham. La seva vita (vida en llatí, una història que registra actes reputats de santedat) s'ha atribuït al cronista benedictí Dominic d'Evesham, un prior d'Evesham de principis del segle xii. L'edifici de l'abadia (incloent-hi la tomba dels quatre sants i molts edificis monàstics) fou enderrocat durant la Dissolució dels monestirs. Una notable artista eduardiana, Margaret E. A. Rope, rebé l'encàrrec de fer les finestres a l'església parroquial de Shropshire, en recors del pilar miraculós de la llum que conduí al descobriment de les restes terrenals del màrtir assassinat.
El poeta britànic W.H. Auden rebé el seu nom en honor de Sant Wystan